# Дубна (Белёвский район)
Дубна — деревня в Белёвском районе Тульской области России. Население - 0 человек (2021).
В рамках административно-территориального устройства включается в Слободской сельский округ Белёвского района, в рамках организации местного самоуправления входит в сельское поселение Левобережное.
Деревня основана в 1605 г. как починок крестьянами села Вейно Иосифо-Волоколамского монастыря в монастырском лесу. До 1601 г. лес находился в собственности государя. В 1601 г. был передан Иосифо-Волоколамскому монастырю. Село Вейно и близлежащие земли еще в 1595-1596 гг. были предметом смотром между монастырем и Киреевскими.  В 1606 г. состоялось межевание, окончательно закрепившее починок за монастырем. 
В 1863 г. в деревне было 28 дворов и 342 жителя (159 мужчин и 183 женщины)

## География
Деревня находится в юго-западной части Тульской области, в зоне хвойно-широколиственных лесов, в пределах северной части Среднерусской возвышенности, на расстоянии примерно 11 километров (по прямой) к западо-юго-западу от города Белёва, административного центра района. Абсолютная высота — 202 метра над уровнем моря.

### Климат
Климат характеризуется как умеренно континентальный, с умеренно холодной снежной зимой и тёплым летом. Среднегодовая многолетняя температура воздуха составляет 4,4 °С. Средняя температура воздуха самого холодного месяца (января) — −9,6 °C (абсолютный минимум — −42 °C); самого тёплого месяца (июля) — 18,6 °C (абсолютный максимум — 37 °C). Безморозный период длится в течение 154 дней. Продолжительность вегетационного периода составляет около 180 дней. Среднегодовое количество атмосферных осадков составляет 694 мм, из которых большая часть (411 мм) выпадает в тёплый период. Снежный покров держится в течение 127 дней. Среднегодовая скорость ветра составляет 3,8 м/с.

### Часовой пояс
Деревня Дубна, как и вся Тульская область, находится в часовой зоне МСК (московское время). Смещение применяемого времени относительно UTC составляет +3:00.

## Население
| 2010 |
| ---- |
| 2    |

### Национальный состав
Согласно результатам переписи 2002 года, в национальной структуре населения русские составляли 100 % из 6 чел.